# نيكولاس هيريرا
نيكولاس هيريرا (بالإسبانية: Nicolás Herrera)‏ (27 يوليو 1983 بلا ريوخا في الأرجنتين - ) هو لاعب كرة قدم أرجنتيني في مركز الوسط. لعب مع خميناسيا خوخوي وسان مارتين دي توكومان ‏ وسان مارتين دي سان خوان.

## وصلات خارجية
- نيكولاس هيريرا على موقع إي إس بي إن إف سي (الإنجليزية)
- نيكولاس هيريرا على موقع قاعدة بيانات كرة القدم.إي يو (الإنجليزية)
- نيكولاس هيريرا على موقع Soccerway.com (الإنجليزية)